# A.I.C.O. Incarnation
『A.I.C.O. Incarnation』（アイコ インカーネイション）は、2018年3月9日からNetflixで配信されている日本のアニメ作品である。2020年7月からはMXテレビなど地上波でも放送された。『月刊少年シリウス』2018年1月号から道明宏明による漫画版が2019年6月号まで連載された。

## あらすじ
2035年、日本。黒部峡谷一帯では医療目的の人工生体の研究のための研究都市が形成されていた。その研究都市に属する桐生生命工学研究所にて起きた人工生命体暴走事故「バースト」。それにより渓谷一帯は人工生命体「マター」によって埋め尽くされ、政府によって管理がされる危険地帯になってから2年が経過していた。
バーストの事故によって家族を失ったうえ、自身は交通事故で重傷を負い、黒部平野に位置する桐生生命工学研究所に併設された桐生病院にて、リハビリを続けながら学校に通っていた橘アイコは、夏休みの1日前に転校してきた神崎雄哉によって突如拉致され、人工生体開発者である黒瀬進に引き合わせられ、信じがたい事実を告げられる。
世界初の人工生体を用いた治療を受けたアイコは現在、人工生体で作られた複製の身体に脳を移植している状態ということ。「バースト」はアイコの本物の身体に投与された、治療用の人工生体細胞が暴走した事で起きたということ。そしてバーストで死亡したと思われていたアイコの母親と弟は、バーストの爆心地である桐生生命工学第二研究所、通称プライマリーポイントでマターに取り込まれながらもまだ生存している、というのだった。
黒瀬と神崎より、プライマリーポイントに取り残されたアイコの本当の身体に脳を移植すればマターの暴走は止まり、母親と弟を助け、自身も本物の体を手にすることができると言われたアイコは、最初は戸惑うも協力を決意。篠山大輔率いるダイバーチームと共に危険な封鎖地域に入り、プライマリーポイントへ向かう。
目的地のプライマリーポイントに到達した一同。だが、伊佐津恭介のメッセージにより、神崎は人工生体研究者由良俊英の脳を移植された複製体であることが暴露される。加えてバーストを引き起こしたのは本物の橘アイコの脳が移植された人工生体の身体であり、アイコの正体は本物の身体に人工生体の脳を移植した「AICO」であることが判明。伊佐津には事故で意識不明となった娘が居り、複製体を利用した治療法を研究する為にアイコを呼び戻そうとするが、アイコはバーストを止め、母親と弟を救出するため神崎に従う。だが、それは本物のアイコが蘇る代わりにAICOが消滅することでもあった。
伊佐津の操る人型マターに襲われながらもアイコたちはプライマリーポイントの中心、本物のアイコが取り残された多目的手術装置「アルサス」へ辿り着き、神崎の手でアイコの脳を再置換する手術に成功。AICOはマターとなって消えるが、グミが生体情報を記憶していた事で人間の姿で再構築され、マターに閉じ込められていた母親と弟にも再会する。神崎は本物のアイコへAICOが生きていける場所を探すと約束し、AICOと共に去った。
1年後、アイコは健康を取り戻し、家族3人で仲良く暮らす高校生活を送る。同じころ北海道の高校にアイコそっくりの少女が転校してきたところで物語は終わる。

## 登場人物
橘アイコ / AICO
声 - 白石晴香
本作の主人公。15歳の女子中学生。明瞭活発な性格の少女。2年前の交通事故の影響で物語当初は車椅子を使用していたが、神崎が転校してきたタイミングで自力で歩ける程度には回復した。本人は神崎らから伝えられるまで知らなかったが事故の治療のために体は人工生体で作られており、更にそれを強化する目的で治療に使われていたカーボン・ナノ・ストラクチャーの影響で打撃やナイフなどの攻撃を受けたり、高所から落下しても無事な強固な肉体を持ち合わせることになった。
2年前、父親が亡くなった事故で重傷を負い、従来の治療では助けられなかったため、史上初の脳と体を分離して治療する手術を受け、それがバーストの原因ともなった。
第9話で脳と眼球が複製体であり、体は本物だが2年前の手術で投与されたセル・アセンブラ2の影響で人工生体化していた「AICO」であることが判明する。
最終話終盤では人工生体が排出された人間の肉体を取り戻しており、包丁で指を切って出血しているシーンがある。
もう一人のアイコ
声 - 白石晴香
最終話で手術後にマターから生成されたアイコ。脳も体も人工生体であるため、通常の人間とは認められない。それらを秘匿し、普通の生活を送らせるため、神崎や香々美小春が身元を北海道の桐生第三研究所に引き受け、地元で暮らすことになった。
神崎雄哉
声 - 小林裕介
アイコの学校に夏休み前日に転校してきた男子中学生。入学の書類は偽造であり、高い人工生体関連の知識を持ち合わせ、マターに対する戦闘能力や対応力も高いなど謎が多い人物。アイコにバーストが起きた顛末を黒瀬と共に説明し、バーストを終わらせるためと協力を依頼。自身もプライマリーポイントへ向かうメンバーに加わる。
第9話で、全身が人工生体で構成され、脳だけ生身の複合体第1号であり、バーストで消息不明になった由良俊英が神崎雄哉を名乗っていると伊佐津に暴露される。
篠山大輔
声 - 竹内良太
ダイバーチームのリーダーを務める元特殊部隊出身のダイバー。大柄で強面だが性格は温厚で面倒見がよく、ダイバーの中でもやり手と一目置かれる存在。黒瀬の依頼でチームを収集し、危険なエリアへの侵入をこなすことになる。
第8話で巨大人型マターからアイコや白石を守って腹部をマターに貫かれ死亡する。
白石真帆
声 - 茅野愛衣
ダイバーチームの一員で篠山のバディの女性ダイバー。優しく、温和な性格であり、道中アイコの支えとなる。元桐生生命工学研究所の職員で黒瀬らとは旧知の間柄。車両の操縦や整備などメカニックに強い。
相模芳彦
声 - 古川慎
ダイバーチームの一員で一樹とバディを組むダイバー。篠山と同じ元軍属で高い判断力を持ち、戦闘能力は高い。冷静且つ厳しいながら面倒見はいい性格である。青色のダイバースーツを装着する。
水瀬一樹
声 - 村田太志
ダイバーチームの一員で相模とバディを組むダイバー。金持ちの息子で経験が他のメンバーよりも浅いため馬鹿にされる面もあるが電子工学系の才能をもっており、マターとの戦闘ではデータ収集とそのフィードバックで相模をサポートする。かつてマターとの接触で片腕を失い、人工生体製の義手を装着している。緑色のダイバースーツを装着する。
三沢楓
声 - M・A・O
ダイバーチームの一員で遙香とバディを組む女性ダイバー。荒っぽい粗雑な性格であり、直観に頼りがちで単独行動に走るケースも多いが身体能力がとても高く、メンバーでは若手ながら高い戦闘力を誇る。
芹遙香
声 - 名塚佳織
ダイバーチームの一員で楓とバディを組む女性ダイバー。楓と対照的に冷静沈着な人物。元々自身も人工生体関連の研究に携わっており、かつての職場は黒部渓谷のエリア内に存在する。その前職の系譜から科学系のデバイスに詳しい。
黒瀬進
声 - 大川透
桐生生命工学研究所の研究員で「セル・アセンブラ」の開発者。伊佐津とは大学の同期であり、南原の後輩にあたる。独自にバーストの解決策を模索しており、篠山に神崎とアイコのプライマリーポイントへの移送を依頼。自身もバックアップを行う。
伊佐津恭介
声 - 子安武人
桐生病院の院長でアイコの担当医。桐生生命工学研究所の研究員でもあり、「カーボン・ナノ・ストラクチャー」の開発者。娘である柚葉が事故で植物状態になってしまっており、治療法を研究する為にアイコを狙っている。
プライマリーポイントにたどり着いたアイコを取り戻すため柚葉の複製体と自分の脳をリンクさせ、複製体をマター化して手術を妨害するが、その過負荷と黒瀬によるリンク切断で植物状態になった。
由良俊英
声 - 間島淳司
桐生生命工学研究所の研究員で黒瀬や伊佐津の同僚。人工生体分野において天才的な能力を発揮し、「セル・アセンブラ」の発展形である「セル・アセンブラ2」を開発するなど最新の人工生体技術を開発していたが、公式にはバーストで死亡している。
南原顕子
声 - 田中敦子
人工生体汚染災害対策庁(CAAC)対策局の局長。黒瀬や伊左津とは大学の先輩にあたる。国策として人工生体技術の発展を推進しており、マターに占拠されたエリアに存在する研究成果奪還に尽力。国民の安全のために研究成果ごとエリアを焼却しようとする政府の勢力に抵抗を続けている。
堀歩
声 - 興津和幸
CAAC対策局職員で南原の部下
小佐波菜々実
声 - 森なな子
CAAC対策局特務課に属する職員。南原の命でアイコをプライマリーポイントに連れていこうとする一行を妨害し、アイコの奪還を試みる。
桐生藤吾
声 - 麦人
桐生生命工学研究所を立ち上げた人工生体分野の研究における第一人者。すでに老衰で一線を退いており、桐生病院に入院している状態である。
伊佐津柚葉
声 - 原田彩楓
伊佐津恭介の娘。スキー中に雪崩に巻き込まれる事故にあい、それ以降意識不明の植物状態に陥っており、治療が続いている。事故前は由良を慕っており、習っていたバイオリンを聞かせるなどしていた。
多数の複製体と脳をリンクさせる実験で意識を取り戻すも、どれが本物の身体なのか認識できない一種の閉じ込め症候群となっており、マターにとりこまれた神崎やアイコと意識だけで出会ったときも本物の身体を求め精神リンク内を彷徨っていた。黒瀬により複製体とのリンクが切断された事で目を覚ます。
香々美小春
声 - 伊藤静
女性ハッカーで黒瀬の協力者。黒瀬と共にエリア内に侵入したアイコ達をバックアップする。
橘浩一
声 - 新垣樽助
アイコの父親。誕生日は1989年5月17日。アイコが重傷を負った交通事故でアイコをかばって死亡しており、物語開始時には既に故人。
橘由美子
声 - 大原さやか
アイコの母親。1992年11月13日。公式にはバーストで死亡したことになっているが、実はプライマリーポイントにてマターに取り込まれながらも繭状の物体の中で生存している。
橘亮太
声 - 石上静香
アイコの弟。2027年9月28日公式にはバーストで死亡したことになっているが、母と共にプライマリーポイントにてマターに取り込まれながらも繭状の物体の中で生存している。
島田菜穂
声 - 朝井彩加
アイコの幼馴染でクラスメイト。
大久保瑞稀
声 - 内田真礼
アイコのクラスの担任。
グミ
声 - 不明
半透明のハムスターに似た生命体。アイコが誕生日に父親からプレゼントされたもので、当初は透明な球状だったが5話で施設の電源に感電して姿を変え動き出した。個体丸ごとが人工生体で、試作品としてつくられたもの。楓がグミと名付けた。

## 用語
人工生体
医療目的に欠損した骨格、筋肉、臓器などを補うために人工的に設計された生体細胞。桐生藤吾が開発を主導していた。
セル・アセンブラ
黒瀬進が開発した人工生体に自立性を持たせたナノマシン。細胞分裂や新陳代謝が可能となっており、より高度な医療に応用が可能となっている。由良俊英はこれを強化したセル・アセンブラ2を開発しており、完全な人工生体の肉体を持つ橘アイコに利用されている。
カーボン･ナノ･ストラクチャー
伊佐津恭介が開発した人工生体の強化物質。人工生体にカーボン製の構造体を構築させ、その強度を向上させる効果がある。橘アイコの肉体にも使用されており、結果生身で大型火器を両腕に二丁持って運用できる程の筋力を発揮したり、ナイフで切りつければナイフの刃がかけてしまう程の強固な耐久力が付加された。尚、ダメージを負った場所は一時的に黒く変色するが直ぐに元に戻る。
バースト
2033年に黒部峡谷上流の黒部ダム湖に位置する桐生生命工学研究所にて起きた人工生体の細胞異常増殖事故。橘アイコの治療中に使用していた人工生体の細胞が突如暴走し、爆発的に増殖。飲み込まれた多数の研究職員が死亡した。増殖した細胞はマリグナント・マターとなって渓谷全体を覆いつくし、平野部付近まで渓谷を埋め尽くした。その区域はエリアと呼ばれる6区画に分かれており、平野部と渓谷との境界にはゲートと呼ばれる遮断堰が存在する。事故が起きた黒部ダム湖はプライマリーポイントという名称で呼ばれる。
原因は同研究所で行われた、橘アイコへの複製体脳置換手術であった。致命傷を負っていたアイコを助けるため、橘浩一の企業との契約によって作成されていたアイコの複製体を使用した世界初の手術が行われた。これは本物と複製体の脳を交換し、本物の脳を複製体の身体で保全、本物の身体を複製体の脳で機能維持しつつセル・アセンブラにより治療するというものであった。本来なら完治後に再置換手術で元の身体に戻す予定であったが、人工生体の身体が脳を失った事にパニックを起こしマリグナント・マター化と異常増殖が発生、施設内の人工生体細胞を取り込んだ事で爆発的に増殖しバーストが発生した。
ゲート
プライマリーポイントから平野部の区画を6つに分ける遮断堰。ダムを改造したもので、すでに6つの内5つはマターに突破され、最後の遮断堰である愛本遮断堰を越えられると平野部にマターが溢れる状況になっている。
各ダムの上部には「ギロチンシャッター」と呼ばれるマター切断ゲートがあり、起動するとゲートが一度最上部まで上がり、人間がスイッチを押すとリニア誘導モーターでゲートが急速に落下し、マターを切断と同時に膨大な電力を発生させ、下流にいるマターを死滅させ、上流のゲート付近にいるマターを不活性化させる。
マリグナント・マター
通称マター。バーストによって発生した異常増殖した人工生体細胞で様々な種類が存在する。付近に人間や人工生体が存在すると活性化して襲い掛かる性質を持ち、活動を停止させるためには特殊な薬物を封入した弾丸かレーザービームが有効である。ただし、マターの種類によって有効な薬剤物質やレーザー波長が異なるため、その都度有効な攻撃法を観測、選択する必要性があり、腕のいいダイバーはその選択が早い。
マター対策本部
平野部に存在する対マターの施設。常にマターの動向を監視している。
ダイバー
エリア内の研究資料回収を仕事とする人々。マター相手に死亡するケースが多く、非常に危険な仕事である。しかし、高額な報酬が支払われるため、元軍人など様々な人材が集まっており、ゲート前に小さな町を形成するほどの大所帯になっている。基本的にダイバーは二人一組のバディを組んで行動する。
ダイバー・スーツ
ダイバーが着用する強化服。全身を覆う構造で人工生体で構成されており、コイルガンや携帯型レールガン、レーザーガンなど大小様々な銃器の運用が可能となっているほか、足部には高速移動のためのローラーダッシュ機構やジャンプ距離を延ばす噴射機構、ワイヤー射出機構など様々な機能が搭載されている。背中に回収物や予備弾倉を入れる背負子を装着する。
バイポッド
二脚の移動用車両で脚部の車輪で高速移動が可能。2035年の世界ではすでにオーソドックスな乗り物となっており、様々な種類が存在する。エリア内の移動に用いられ、銃架が付いたものや機関砲を装着したものなどが運用されている。
ビートル
六脚の大型車両。エリア内の研究施設に放置されていたものをダイバーチームが回収して運用することになる。主に真帆がドライバーを務める。大型のレーザー砲や機関砲を装備している他、バイポッドを複数後部に搭載でき、乗員は外気に触れることなくバイポッドに乗降できる。車内のキャビンではマター用の薬剤の調合などができるほど広く、チームの拠点として活用される。
第8話で巨大人型マターに装甲を貫かれ、そこでヘビーレーザーがオーバーロードして爆発した。

## スタッフ
- 原作 - BONES
- 原案・監督・絵コンテ - 村田和也
- シリーズ構成 - 野村祐一
- キャラクター原案 - 鳴子ハナハル
- キャラクターデザイン・総作画監督 - 石野聡
- コンセプトデザイン - 岡田有章
- メカニックデザイン - 高倉武史
- マターデザイン - 三輪和宏
- デザインワークス - 渭原敏明、上津康義、松本秀幸
- 設定考証 - 千葉昌宏
- 美術監督 - 東潤一
- 美術設定 - 藤井祐太
- 色彩設計 - 岩沢れい子
- 撮影監督 - 福田光
- CGIディレクター - 太田光希
- 音響監督 - 明田川仁
- 音響効果 - 古谷友二
- 編集 - 坂本久美子
- 音楽 - 岩代太郎
- 音楽制作 - ランティス
- エグゼクティブプロデューサー - Kaata Sakamoto
- プロデューサー - 天野直樹、杉本紳朗、小岐須泰世、木皿陽平、竹下義弘
- アニメーション制作 - ボンズ
- 製作 - Project A.I.C.O.、ボンズ、バンダイビジュアル、博報堂DY ミュージック&ピクチャーズ、ランティス、山佐

## 主題歌
サウンド・プロデュースはUTAMARO Movement。
オープニングテーマ「A.I.C.O.」（第2話 - 第12話）
歌 - TRUE / 作詞 - 唐沢美帆 / 作曲 - 岩代太郎
エンディングテーマ「未知の彼方」（第1話 - 第12話）
歌 - 白石晴香 / 作詞 - 森由里子 / 作曲 - 岩代太郎

## 各話リスト
| 話数 | サブタイトル | 脚本       | 演出                     | 作画監督 | マター作画監督                        |
| ---- | ------------ | ---------- | ------------------------ | --- | ------------------------------------- |
| 01   | 接触         | 野村祐一   | 守田芸成                 | 山﨑秀樹 | 三輪和宏                              |
| 02   | 標的         | 野村祐一   | 中川聡                   | 可児里未 | 三輪和宏                              |
| 03   | 決断         | 野村祐一   | 飛田剛                   | 堀川耕一 | 三輪和宏                              |
| 04   | 遭遇         | 野村祐一   | 下司泰弘                 | 松川哲也、丹澤学 | 三輪和宏 佐藤由紀                     |
| 05   | 記憶         | 野村祐一   | 菊池聡延                 | 菊池聡延、山田勝 | -                                     |
| 06   | 覚醒         | 野村祐一   | 安齋剛文                 | 秋山英一、武本大介 | 水畑健二                              |
| 07   | 突破         | 和場明子   | 守田芸成                 | 可児里未、青野厚司、丹澤学 秋山英一、荻野美希                                                                         | 伊藤嘉之                              |
| 08   | 行路         | 谷村大四郎 | 飛田剛                   | 堀川耕一、加藤やすひさ                                                                                                | 佐藤由紀                              |
| 09   | 真実         | 野村祐一   | 角地拓大 三宅将平        | 秋山英一、堀川耕一、菅野宏紀 加藤やすひさ、飯山菜保子、荻野美希                                                       | 本城恵一朗                            |
| 10   | 選択         | 和場明子   | 蓮井隆弘                 | 飯山菜保子、荻野美希、菅野宏紀                                                                                        | 中重俊祐 本城恵一朗                   |
| 11   | 矜持         | 谷村大四郎 | 蓮井隆弘                 | 可児里未、山﨑秀樹、青野厚司 関口亮輔、加藤愛仁                                                                       | 佐藤由紀 本城恵一朗                   |
| 12   | 再生         | 野村祐一   | 守田芸成 飛田剛 三宅将平 | 堀川耕一、可児里未、伊藤嘉之 石野聡、秋山英一、永作友克 加藤愛仁、加藤やすひさ、田中誠輝 陣内美帆、芳尾勝美、山﨑秀樹 | 三輪和宏 水畑健二 本城恵一朗 佐藤由紀 |

## 放送局・配信サイト
2020年7月より、Netflix以外での配信およびテレビ放送が開始される。
| 放送期間                | 放送時間                     | 放送局    | 対象地域   | 備考                 |
| ----------------------- | ---------------------------- | --------- | ---------- | -------------------- |
| 2020年7月12日 - 9月27日 | 日曜 22:30 - 23:00           | TOKYO MX1 | 東京都     |                      |
| 2020年7月15日 - 9月30日 | 水曜 0:00 - 0:30（火曜深夜） | BS11      | 日本全域   | BS放送 /『ANIME+』枠 |
|                         | 水曜 3:00 ‐ 3:30（火曜深夜） | 毎日放送  | 近畿広域圏 | 『アニメ特区』第2部  |

| 配信期間               | 配信時間               | 配信サイト |
| ---------------------- | ---------------------- | --- |
| 2018年3月9日 - 5月25日 | 金曜更新               | Netflix |
| 2020年7月14日 -        | 火曜 0:00 更新         | J:COMオンデマンド TELASA milplus |
| 2020年7月13日          | 木曜 12:00（一挙配信） | Amazonプライム・ビデオ GYAO!ストア TSUTAYA TV DMM.com HAPPY動画 バンダイチャンネル ひかりTV ビデオマーケット music.jp ムービーフル U-NEXT Rakuten TV |